# Center (godis)

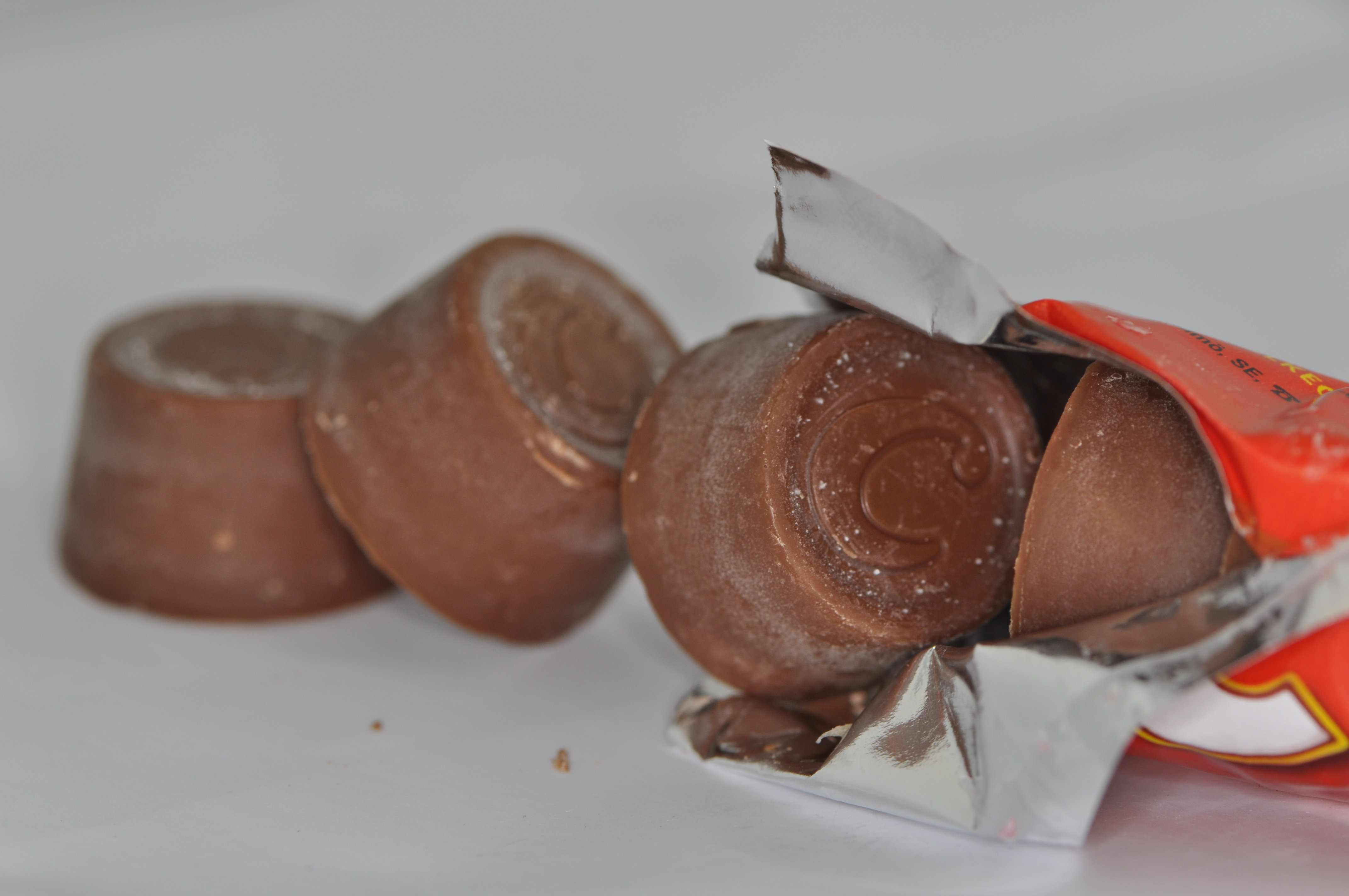
Center på rulle.

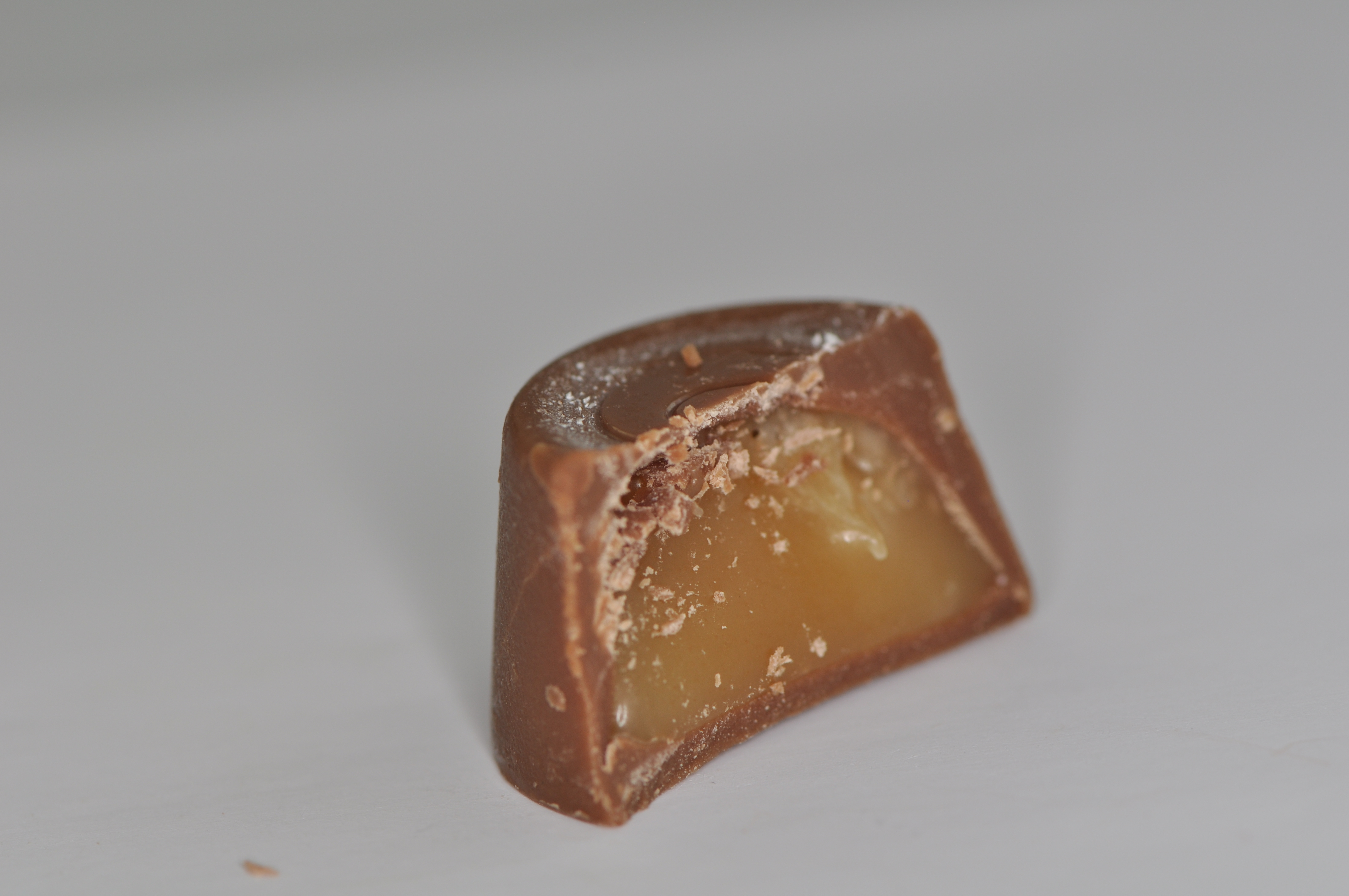
En pralin delad i mitten.

Center är en chokladbit som tillverkas av Cloetta. Den beskrivs som "Choklad med toffeefyllning".

## Historik
Center lanserades 1941, då som cylindriska praliner paketerade i en karaktäristisk rulle. Först 1994 kom den i chokladkakeform, och samtidigt lanserades originalbitarna i lösvikt.
Under 2000-talet blev det allmänt populärt med tillfälliga smaksättningar av chokladbitar, och under 2004 såldes Center Peanut smaksatt med jordnötter. Året efter kom Center Double med ljus choklad och mörk fyllning. Ytterligare ett år senare fanns Center Dark, med 70% choklad och mörk fyllning.
År 2007 ändrades designen av förpackningarna, och serien Center Seasons startade. Sommaren 2007 var den Taste of Hazel, vintern 2007 Funky Pear, sommaren 2008 Chili-Lime-Strawberry och vintern 2008 Magic Mint. I maj 2010 introducerades Center Nougat.
Tillsammans med Hemglass lanserades under 2008 en glasstrut med smak och namn från Center.

## Skillnaden mellan Center och Plopp
Den enas slogan är Toffeefylld choklad och den andras Choklad med toffeefyllning. Enligt tillverkaren har Center och Plopp olika chokladandel och recept på fyllning. Plopp-fyllningen har en något högre sockerhalt än Center-fyllningen. Aromtillsatsen är av helt olika karaktär då Plopp har en mera knäck-artad arom medan Center har en toffé, karamell eller mjölkkolasmak. Dessutom är Plopp-fyllningen något mer lättflytande eftersom den inte kokas lika länge och därigenom får en något högre vattenhalt.